# マラマシケ島
マラマシケ島（マラマシケとう、Maramasike）または南マライタ島（みなみマライタとう、South Malaita Island）はソロモン諸島のマライタ州にある面積480.5 km2の島。マラマシケ半島の一部。